# Богуславиці (Вроцлавський повіт)
Богуславиці (пол. Bogusławice) — село в Польщі, у гміні Сехниці Вроцлавського повіту Нижньосілезького воєводства.
Населення — 126 осіб (2011).
У 1975-1998 роках село належало до Вроцлавського воєводства.

## Демографія
Демографічна структура станом на 31 березня 2011 року:
|          | Загалом | Допрацездатний вік | Працездатний вік | Постпрацездатний вік |
| -------- | ------- | ------------------ | ---------------- | -------------------- |
| Чоловіки | 67      | 17                 | 44               | 6                    |
| Жінки    | 59      | 13                 | 39               | 7                    |
| Разом    | 126     | 30                 | 83               | 13                   |